# Liste von Papiermuseen
Ein Papiermuseum zeigt die handwerkliche und industrielle Papierherstellung und Papierverarbeitung.
Papiermuseen sind unterschiedlich ausgestattet. Allen gemein ist meist die optische Aufbereitung der Geschichte des Papiers von den Anfängen bis zur Gegenwart. Des Weiteren zeigen die meisten den Weg der Herstellung von Papier vom Baum zum Druck- und Briefpapier. In einigen Museen kann der Besucher selbst Papier schöpfen, nachdem er zuvor aus Altpapier eine Maische zubereitete. Auch die Einarbeitung von individuellen Wasserzeichen ist in diesem Vorgang möglich.
Neben der handwerklichen Papierherstellung wird in vielen Museen auch auf die industrielle Papiergewinnung und Drucktechnik hingewiesen. Insbesondere wird dabei meist ausführlich auf die Kunst des Buchdruckes eingegangen. Auch hier gibt es in einigen Museen Pressen und Letter mit denen die Besucher ihre eigene Buchseite drucken können.
Im Zusammenhang mit der Papierherstellung geht man in den einzelnen Museen auch manchmal auf die Geschichte der Schrift ein und zeigt beschriebene Papierdokumente aus mehreren Jahrhunderten. Erwachsene und Kinder können hierbei oft mit Tinte, Tusche und Feder nach Anleitung ein Schriftstück gestalten.

## Papiermuseen
Zahlreiche Museen beschäftigen sich mit der Papierherstellung und seiner weiteren Verwendung. Hier seien einige davon genannt:

### Belgien

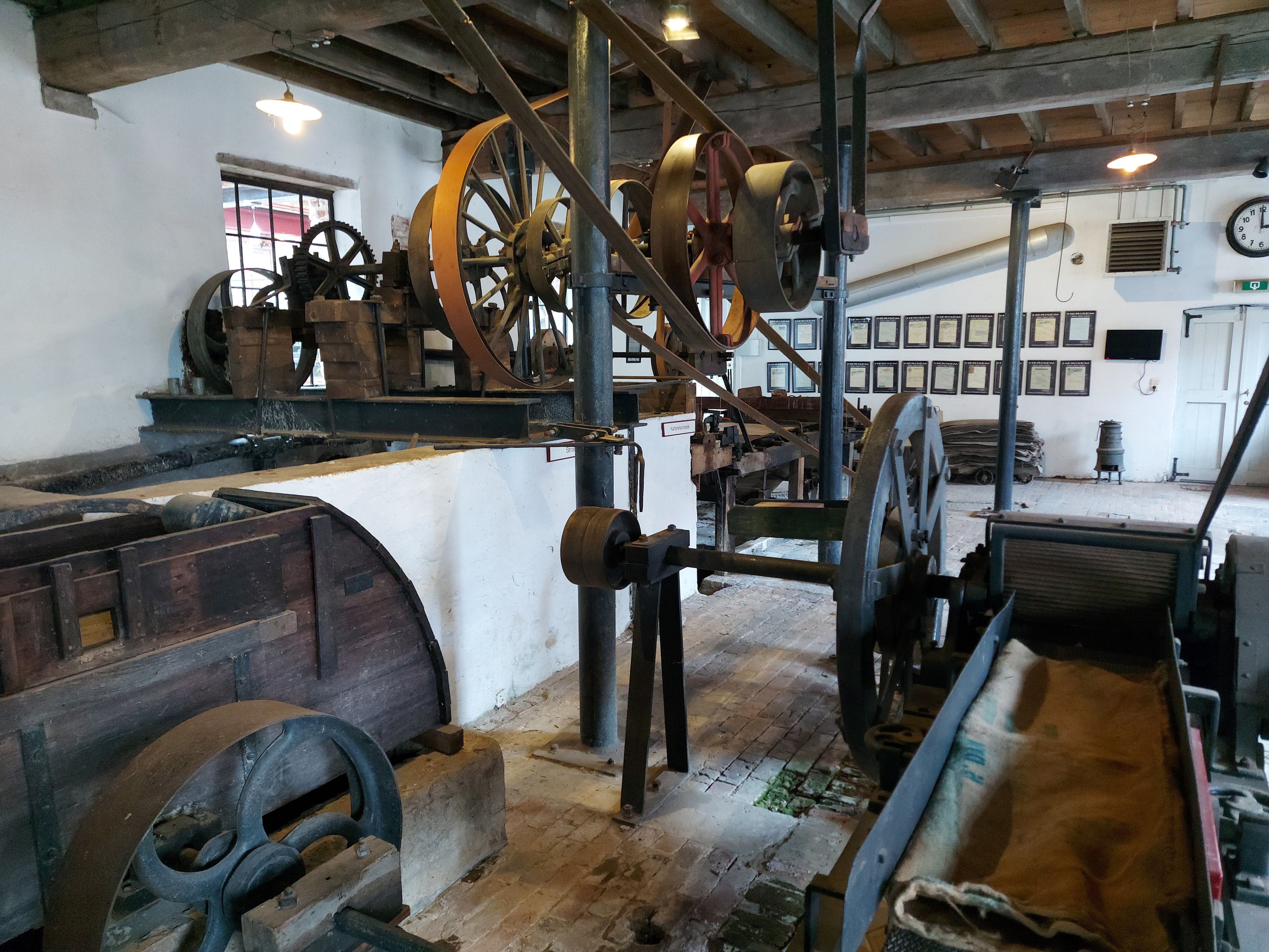
Herisemmolen – ehemalige Kartonfabriek Winderickx

### Deutschland
- Neumannmühle (Sächsische Schweiz)
- Museum Papiermühle Homburg, Markt Triefenstein – Papierherstellung mit Wasserkraft, Komplett erhaltene Mühle mit Papiermanufaktur für handgeschöpfte Büttenpapiere
- Friedrich-Gottlob-Keller-Gedenkstätte, Friedrich-Gottlob-Keller-Straße, Bad Schandau/OT Krippen (Sächsische Schweiz) – Das Museum zeigt die Erfindung des Holzschliffs (1843) und das Wirken Kellers in Krippen.
- Sammlung für Papier- und Druckgeschichte Johannes Roßberg, Frankenberg/Sa.
- Papiermanufactur und -museum, Eberswalder Straße, Eberswalde
- Papiermuseum Düren, Wallstraße – Das Museum zeigt die Kulturgeschichte des Papiers, die handwerkliche und industrielle Papierherstellung und Papierverarbeitung. Es weist auf Kunst aus Papier hin, auf Paper Art. Das Papiermuseum Düren ist dem benachbarten Kunstmuseum Leopold-Hoesch-Museum angegliedert und zeigt zusammen mit diesem die Internationale Biennale der Papierkunst – Paper Art. Es besitzt außerdem eine Wasserzeichensammlung (40.000 Blatt) und Kunstwerke aus Papier.
- Rheinisches Industriemuseum Bergisch Gladbach, Papiermuseum Alte Dombach, Kürtener Straße, Bergisch Gladbach
- Papiermacher- und Heimatmuseum, Talstraße, Frankeneck
- Museum für Papier- und Buchkunst, Schloßrain, Lenningen (Baden-Württemberg)
- Papiermuseum Fockendorf (Thüringen)
- Papiermühle Plöger, Schieder-Schwalenberg
- Technisches Museum Papiermühle Niederzwönitz
- Deutsches Museum, Abteilung Papier, München
- Deutsches Papiermuseum

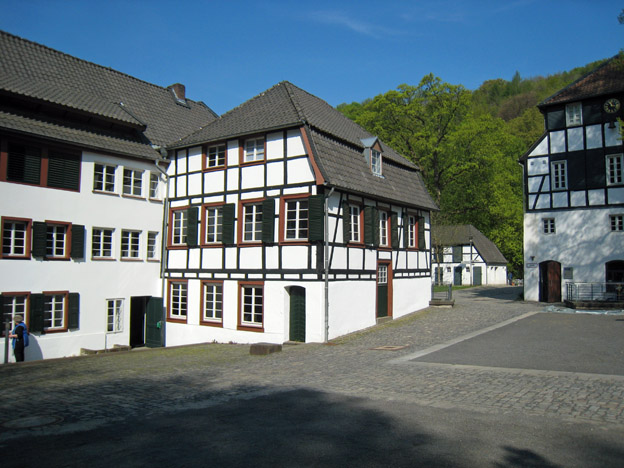
Papiermuseum Alte Dombach, Bergisch Gladbach
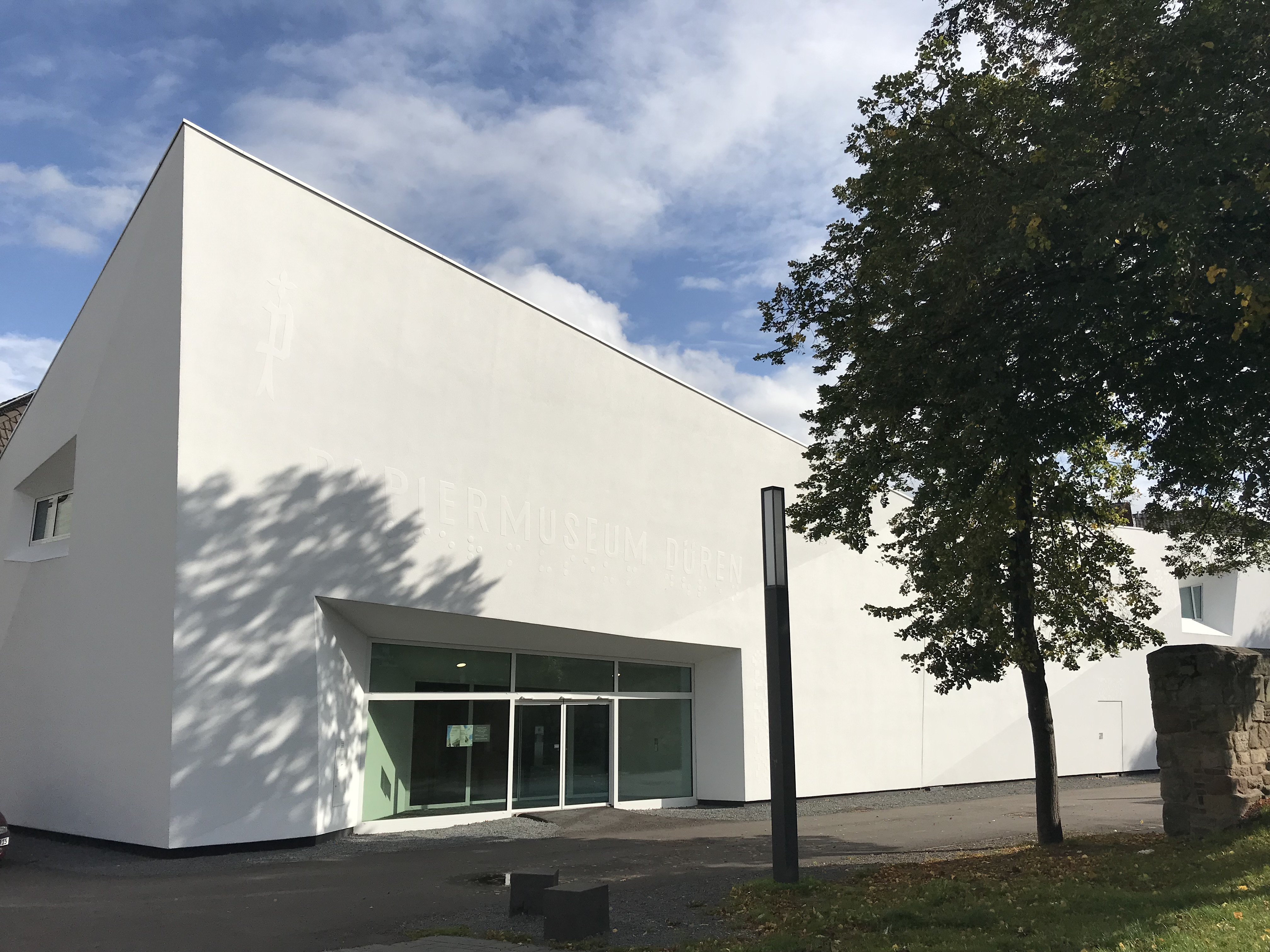
Papiermuseum Düren, Architektur Klaus Hollenbeck
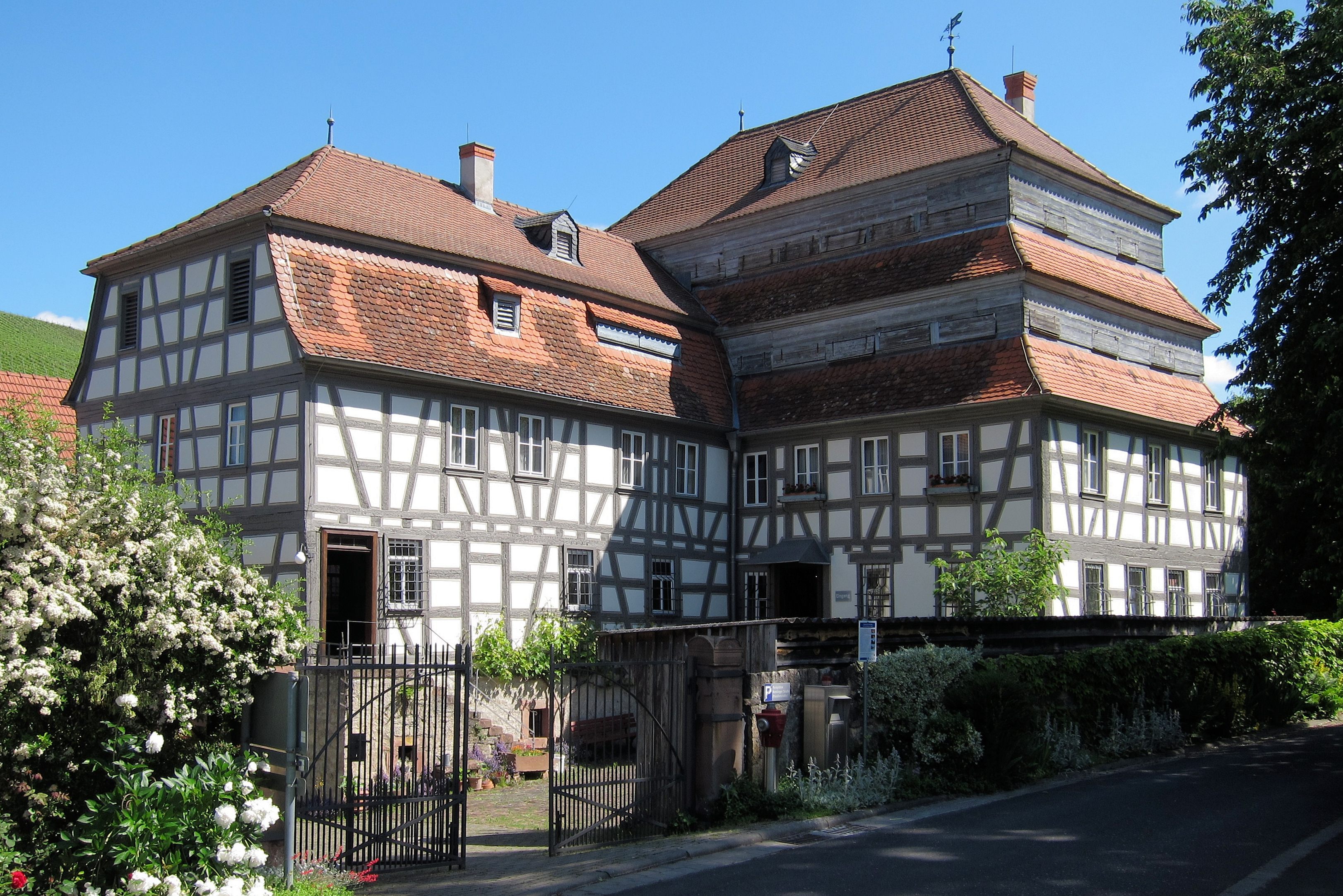
Museum Papiermühle Homburg (2021)
Technisches Museum Neumannmühle
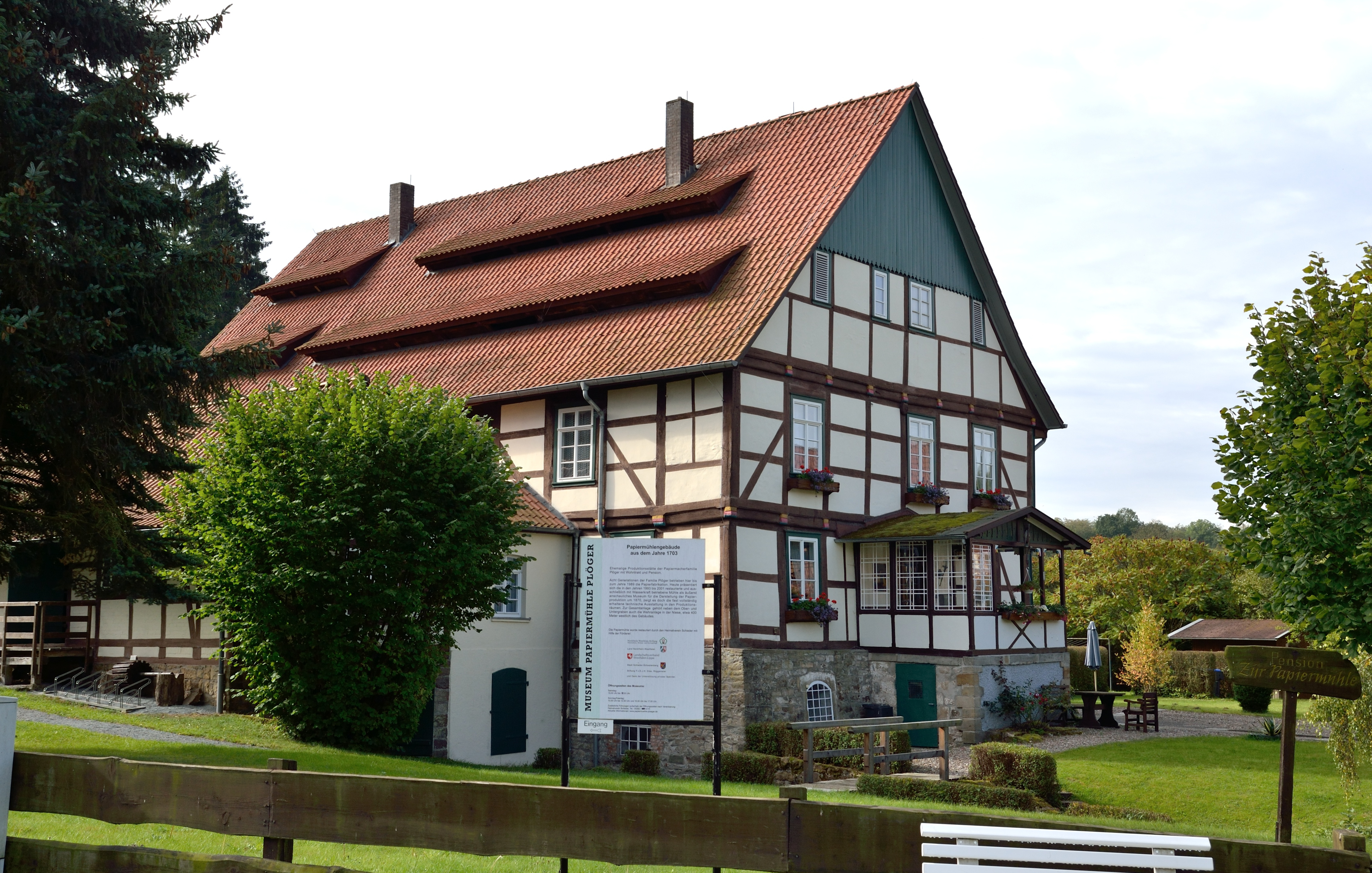
Papiermühle Plöger, Schieder-Schwalenberg
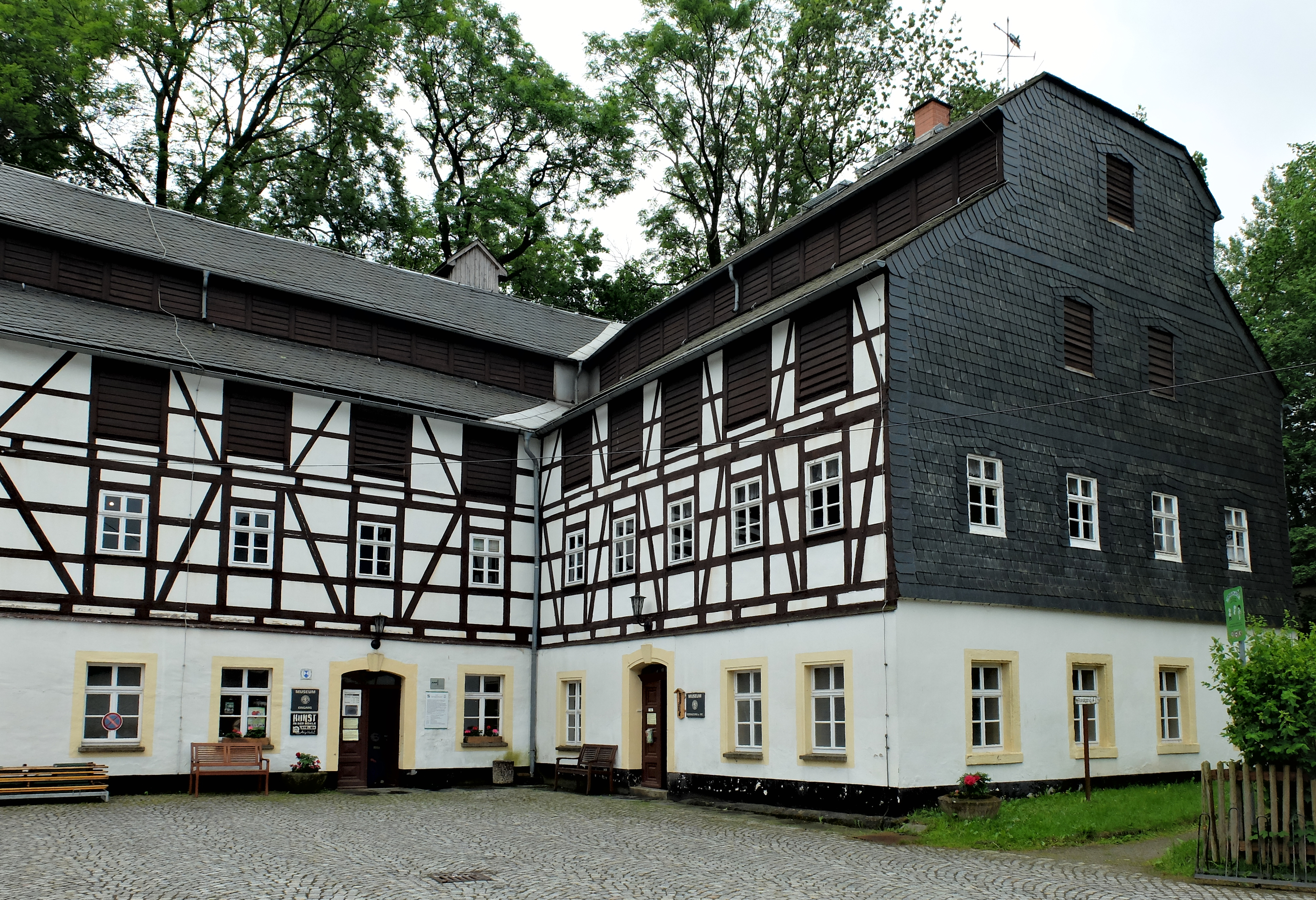
Papiermühle Niederzwönitz (Sachsen)

### Finnland
- Verla Papiermuseum UNESCO-Weltkulturerbe in Finnland

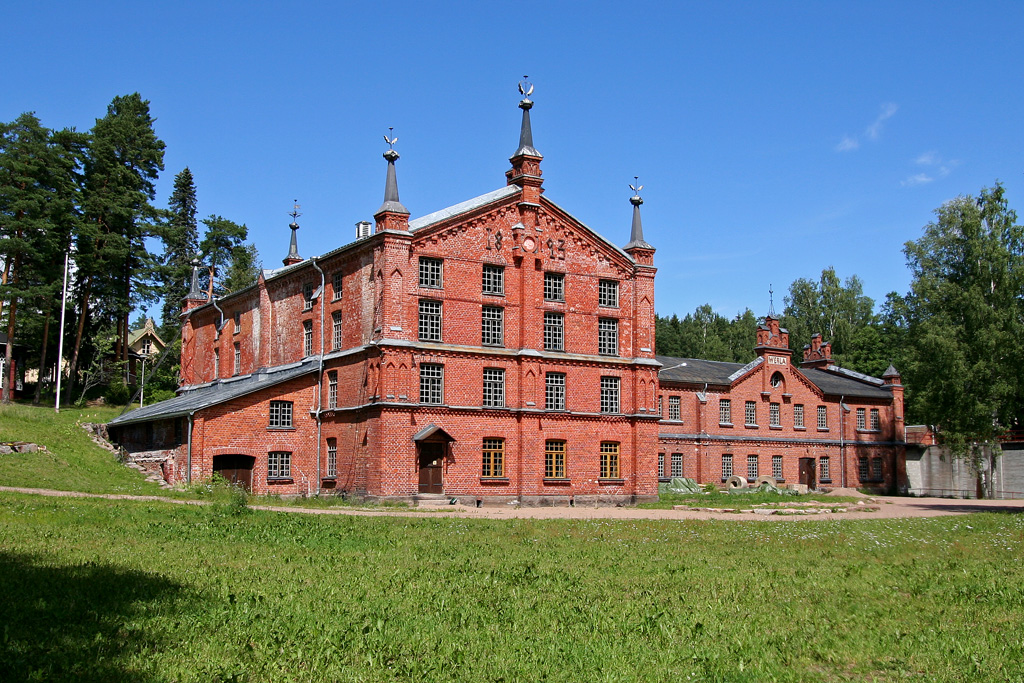
Verla Museum

### Frankreich
- Le Musée du Papier d'Angoulême, Angoulême
- Musée des Papeteries Canson et Montgolfier, Davézieux
- Richard de Bas, Ambert

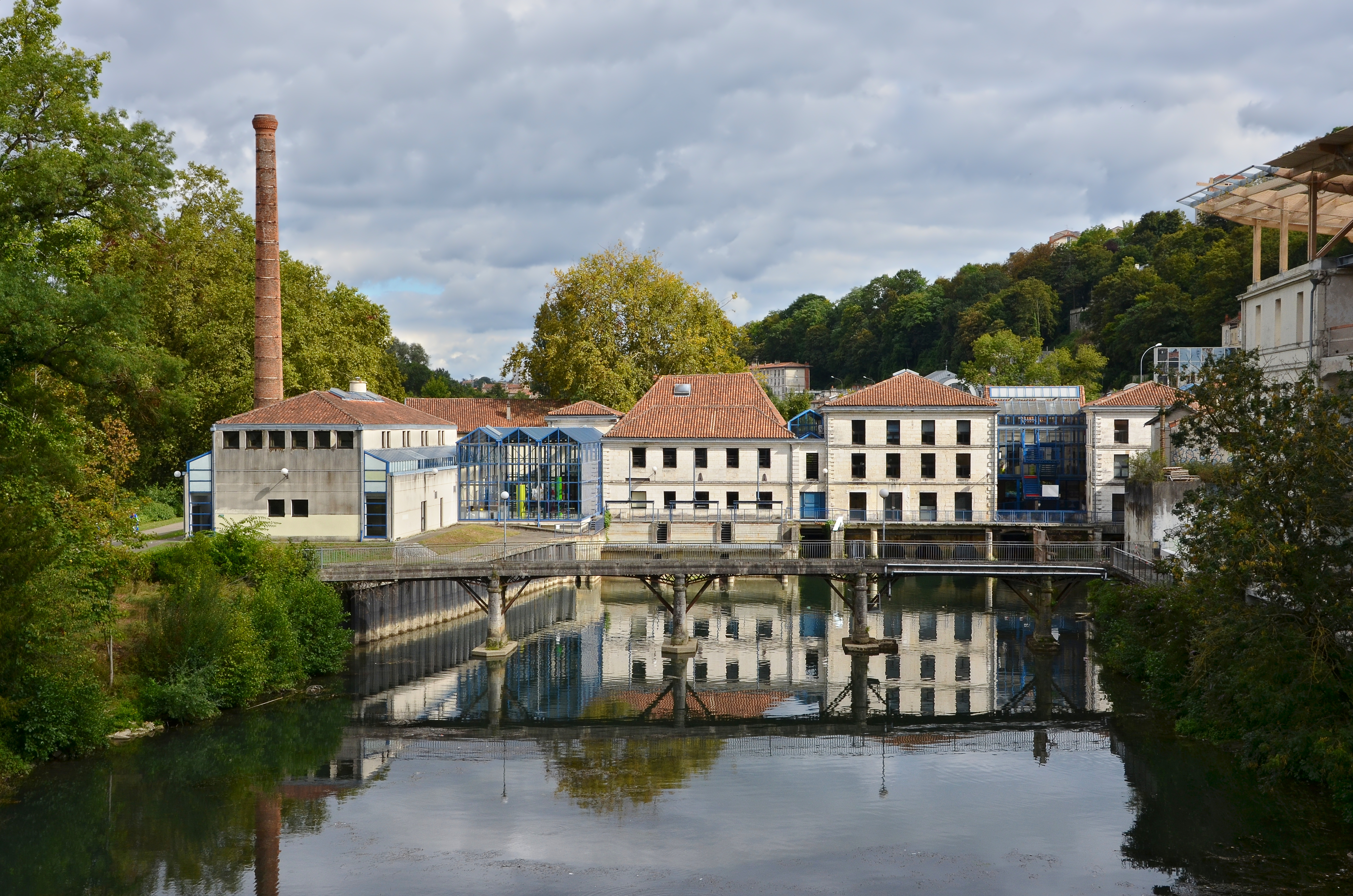
Musée du papier, Angoulême
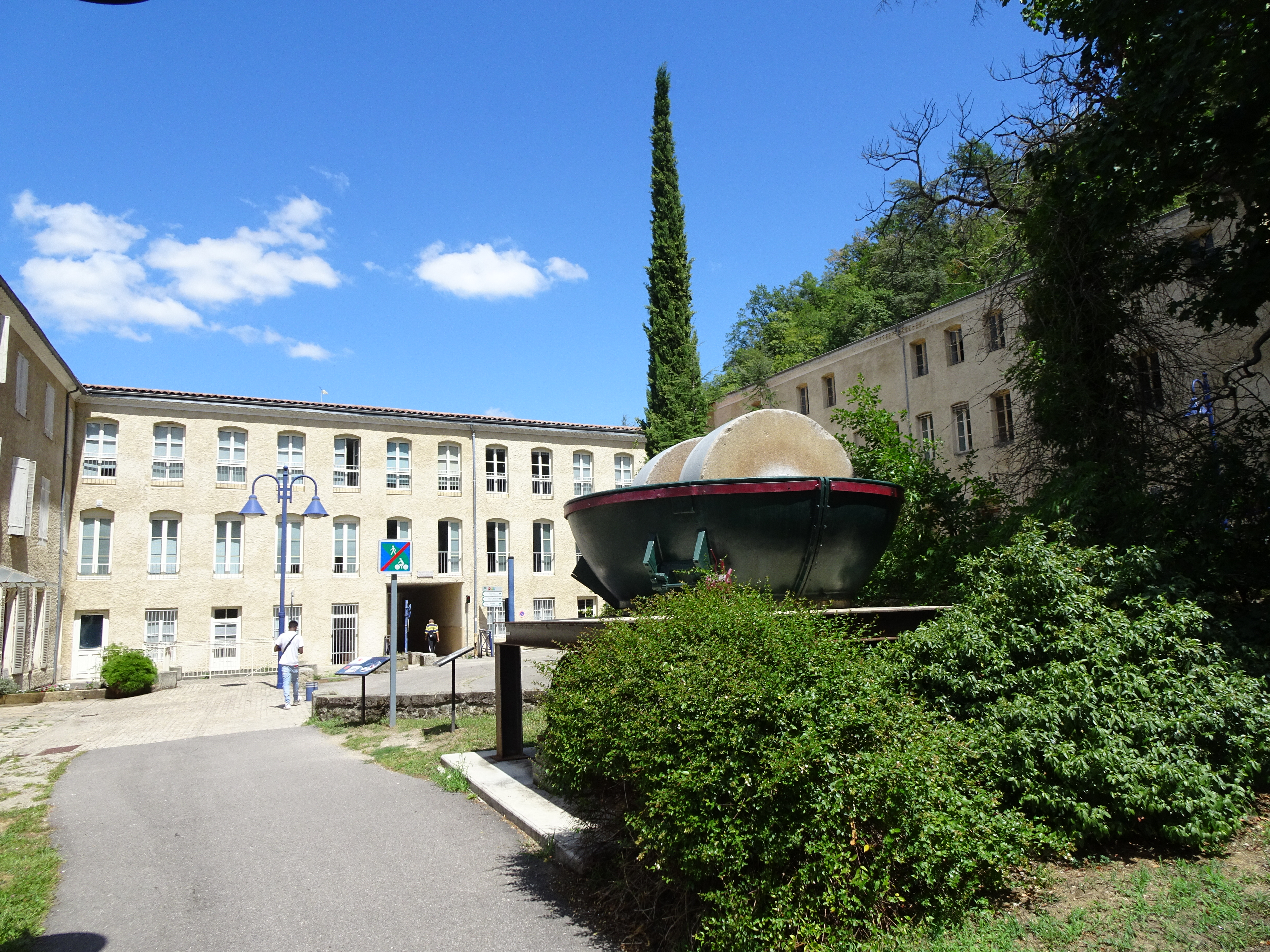
Papeteries Canson et Mongolfier
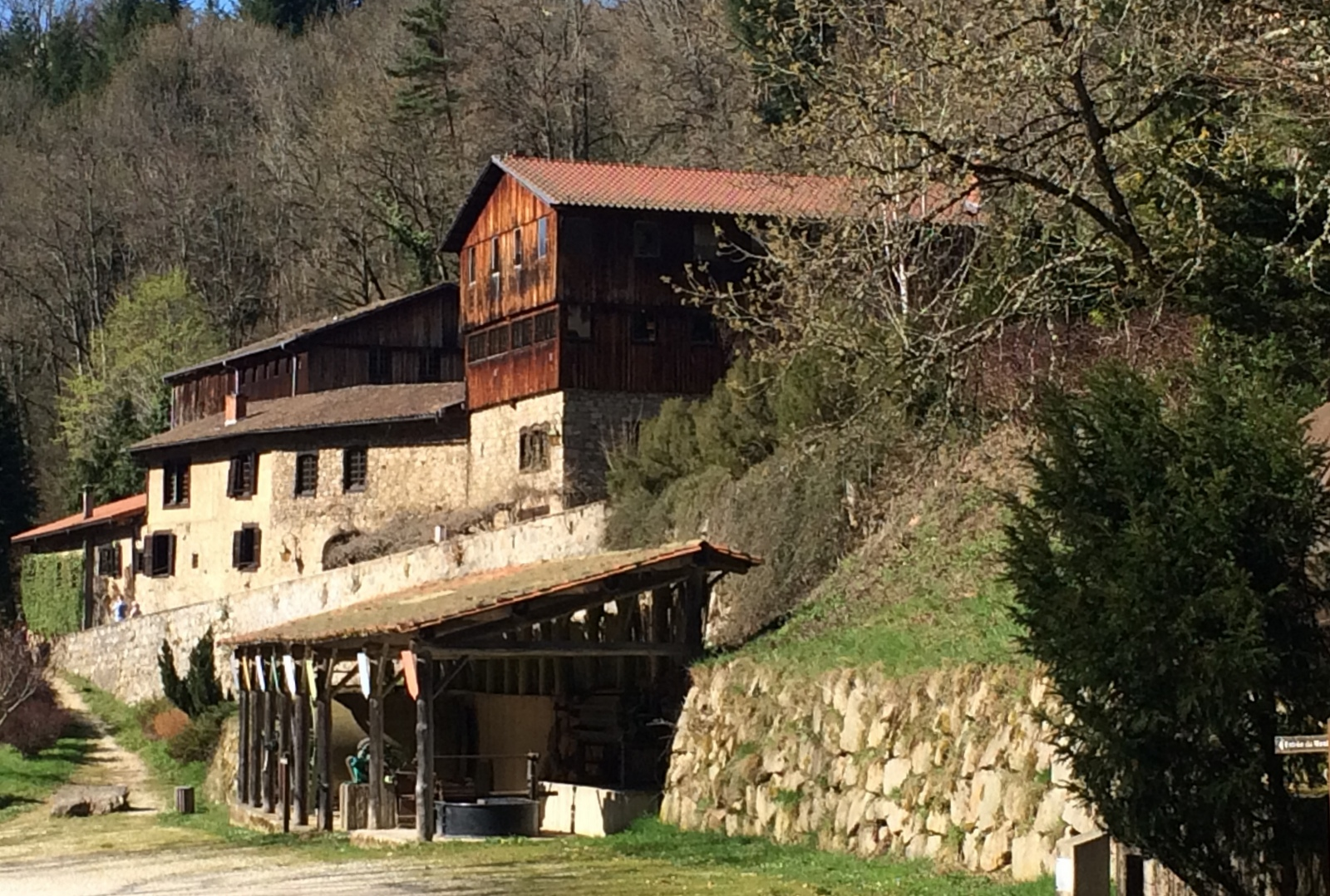
Moulin Richard de Bas

### Italien
- Museo della Cartiera Papale, Ascoli Piceno
- Museo della Carta e della Filigrana, Fabriano
- Museo della Carta di Pescia

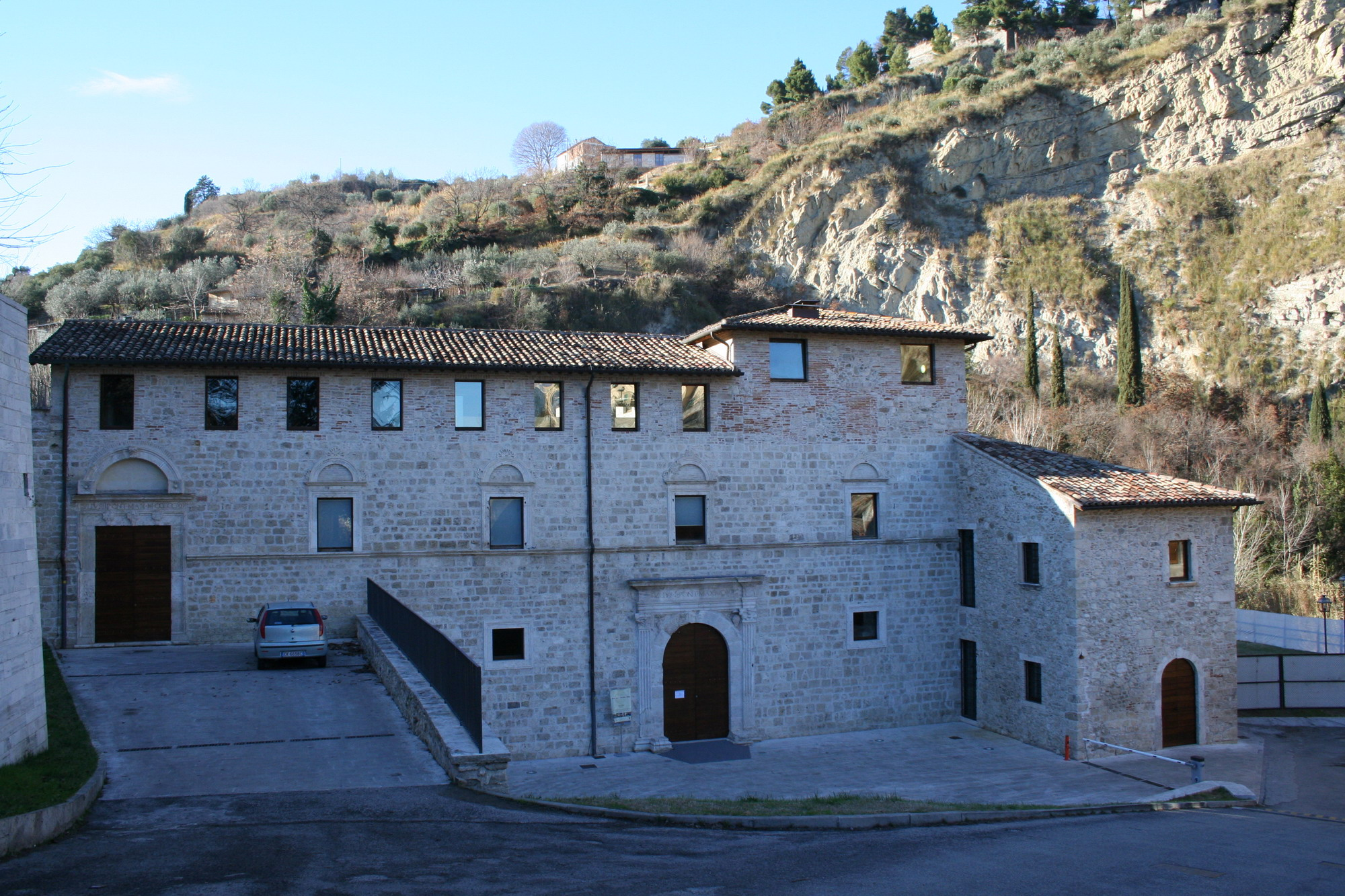
Cartiera Papale Ascoli Piceno
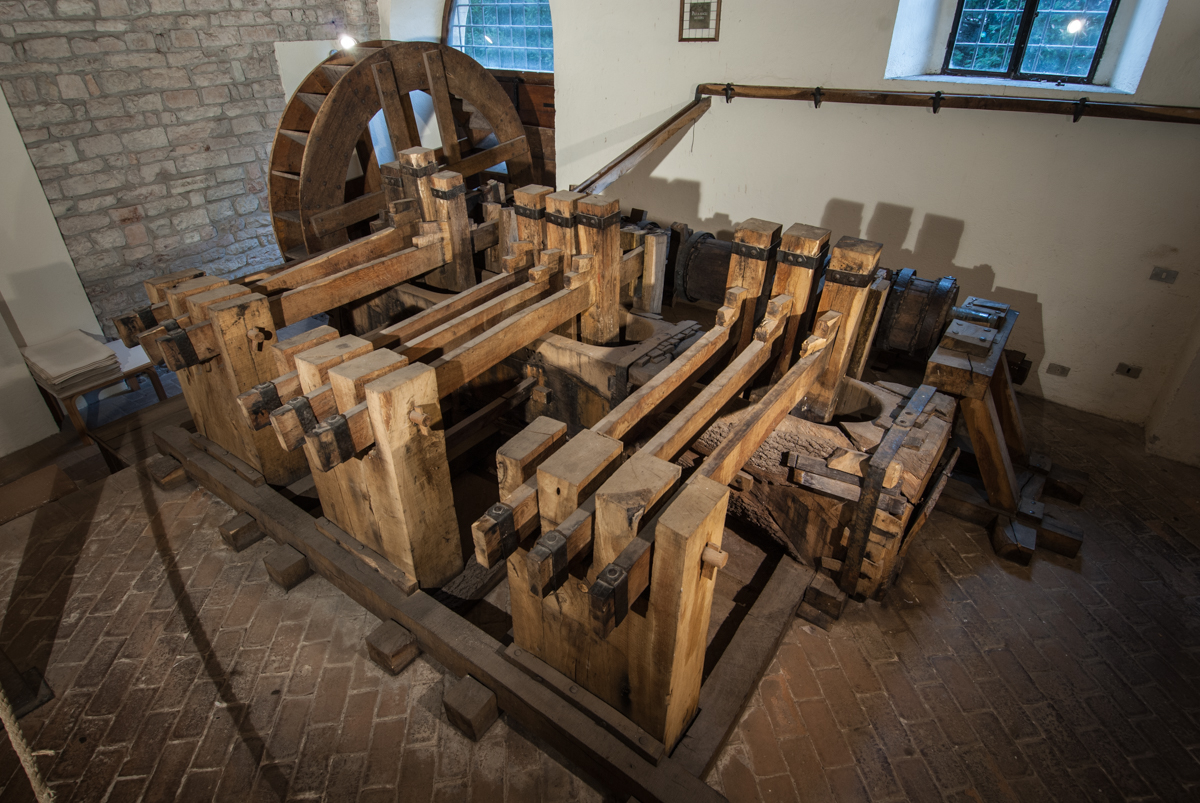
Museo Della Carta e Filigrana Fabriano
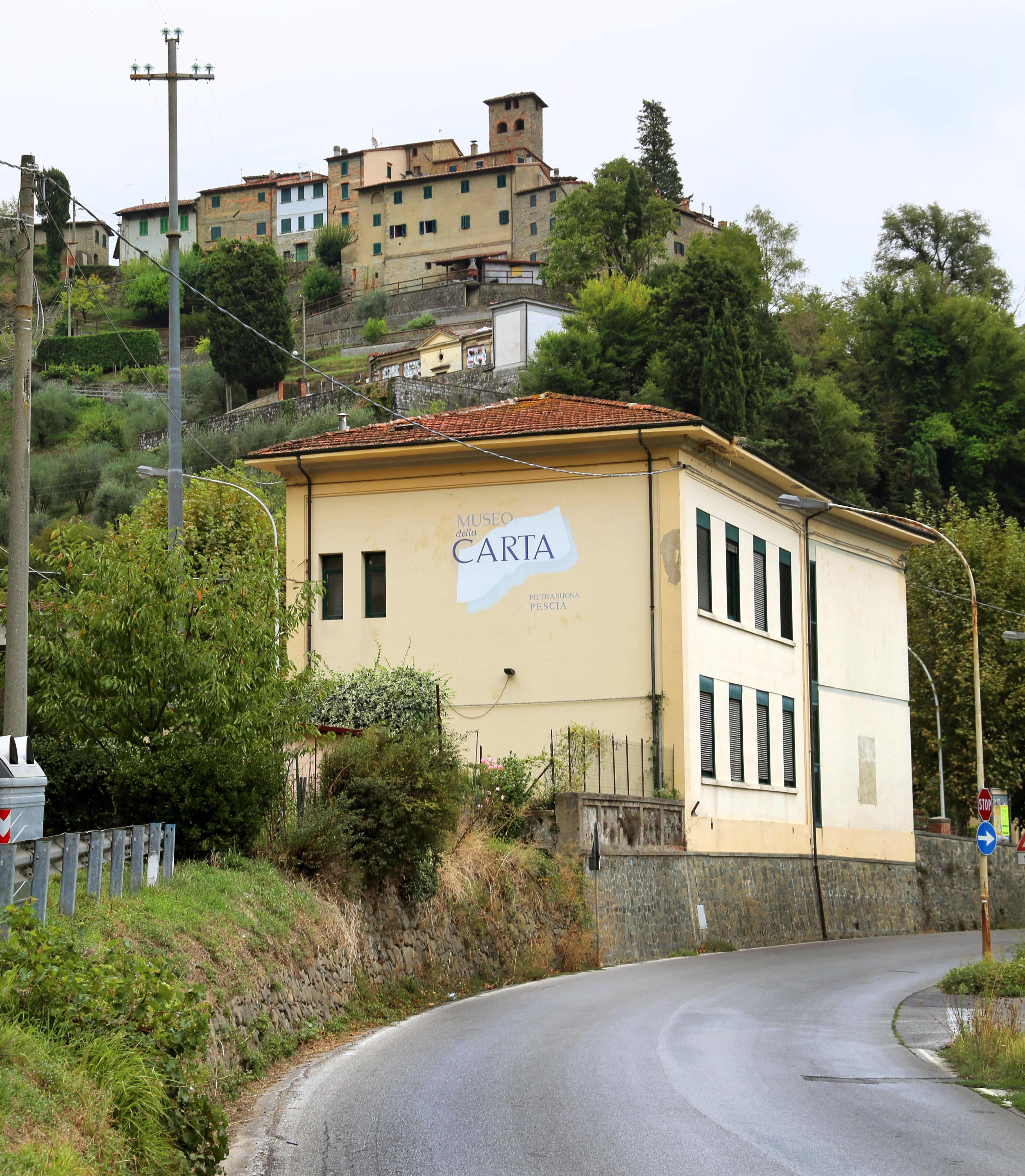
Papiermuseum von Pescia

### Japan

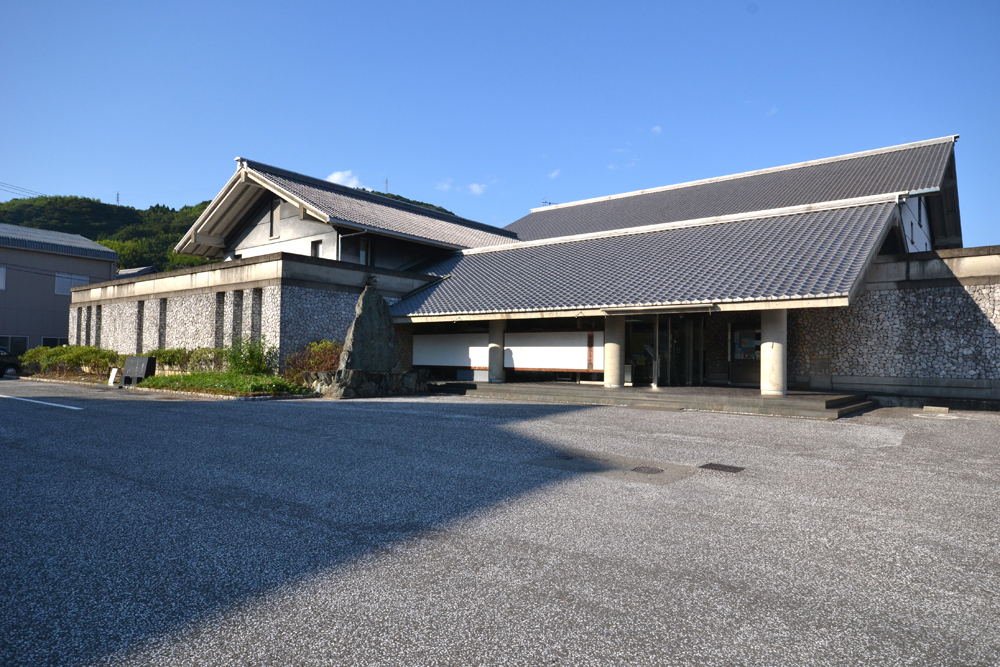
Ino-cho Paper Museum
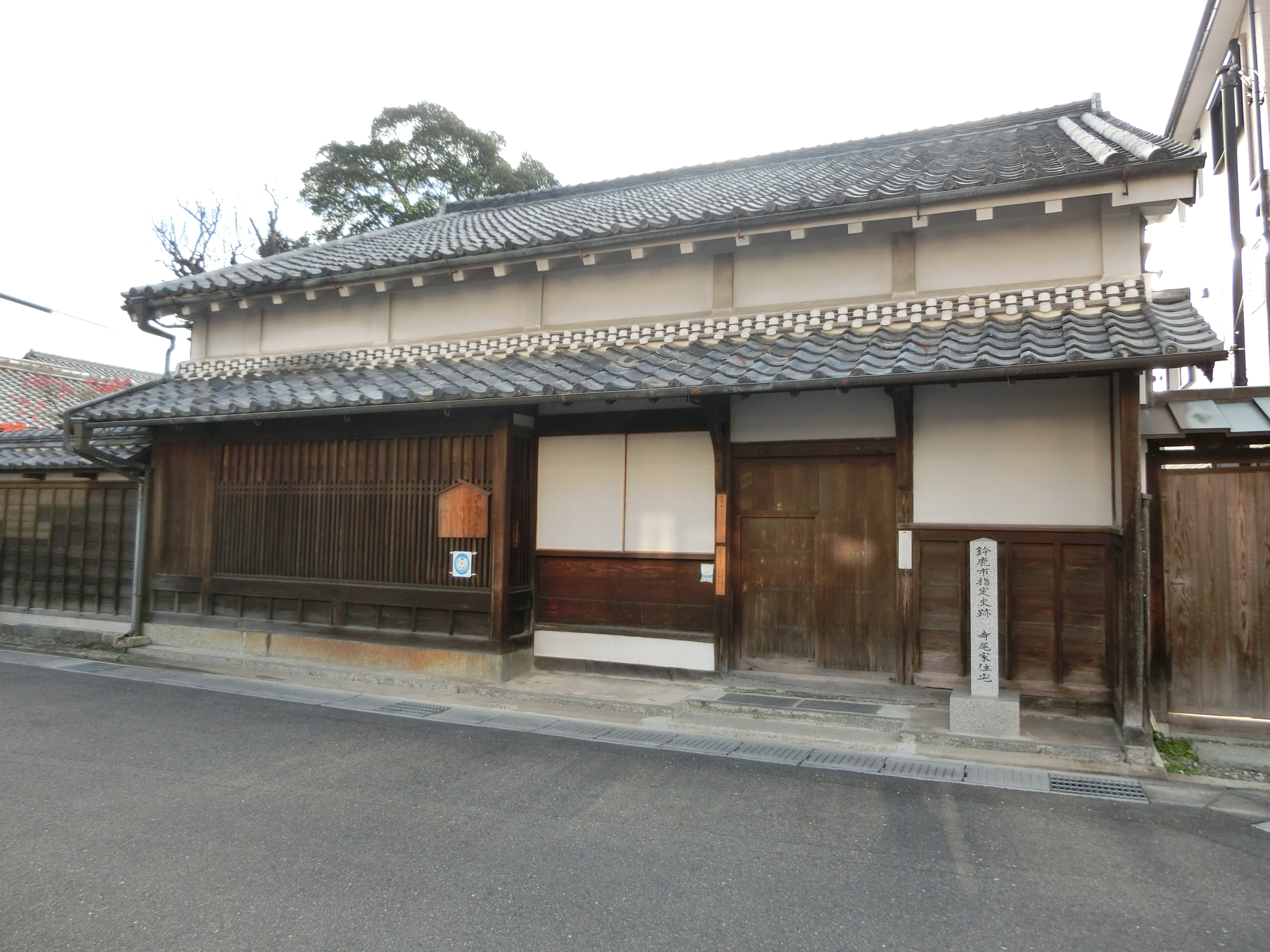
Ise Katagami Museum
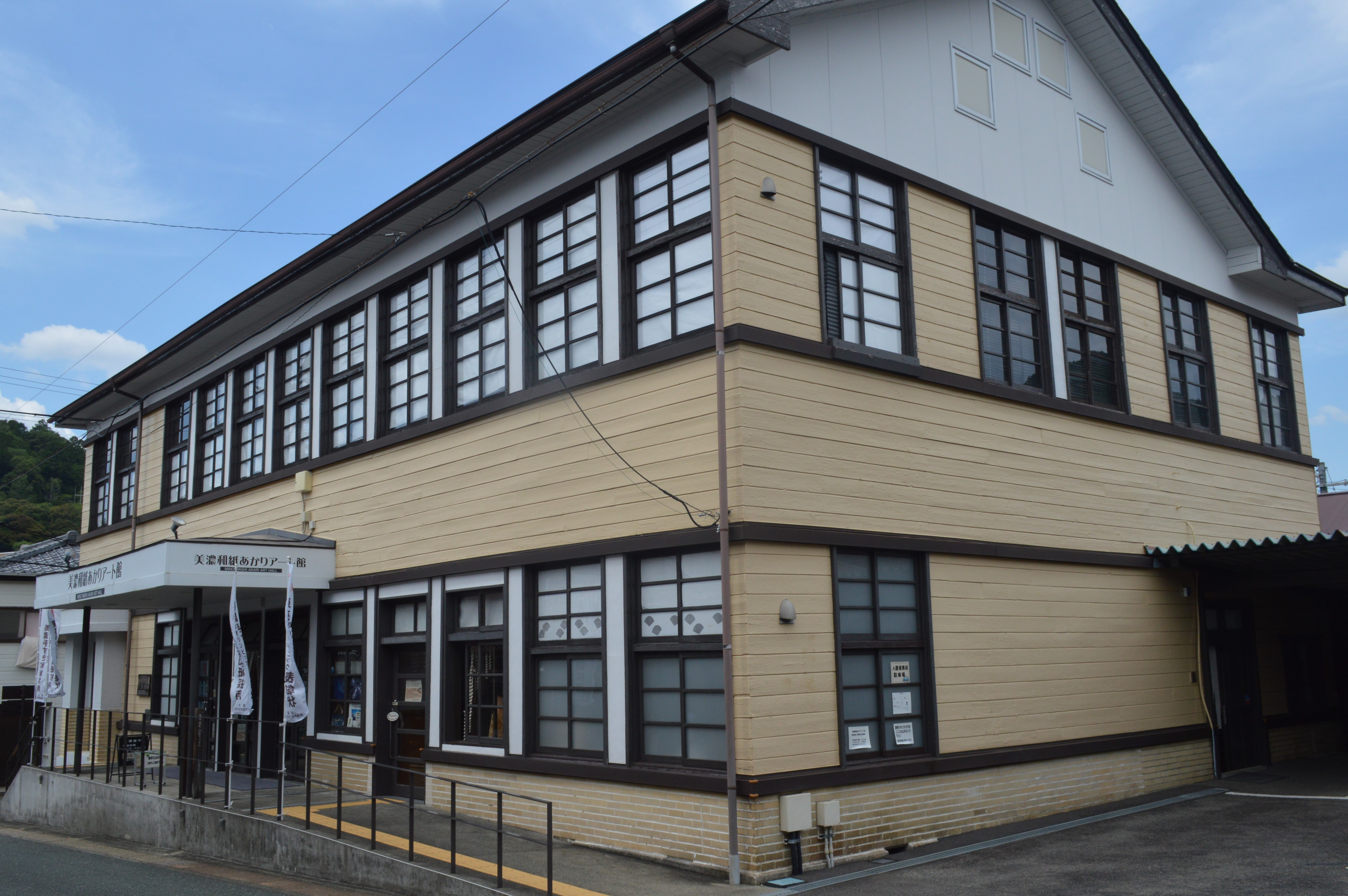
Mino Washi Akari Art Hall
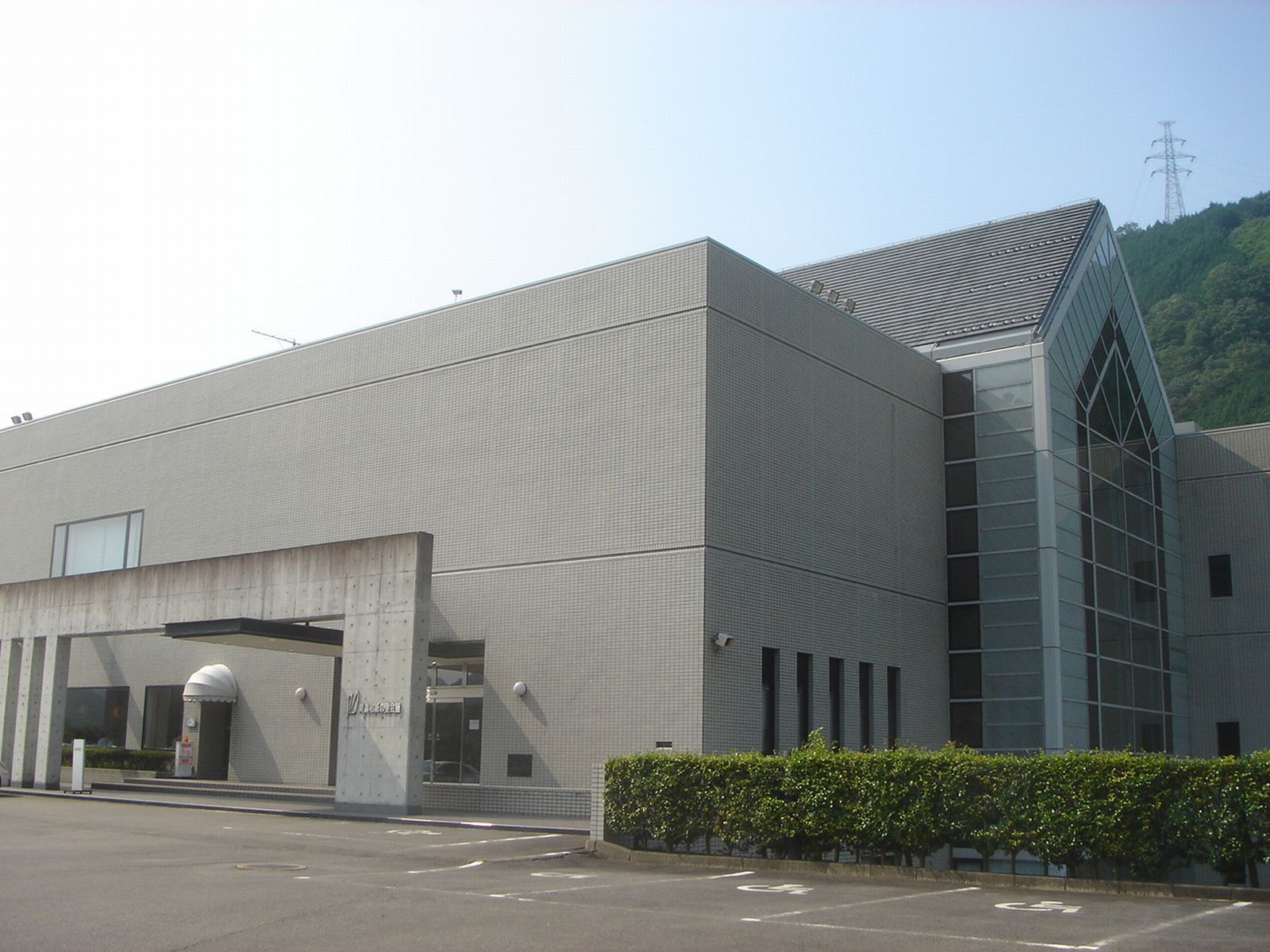
Mino-Washi Museum
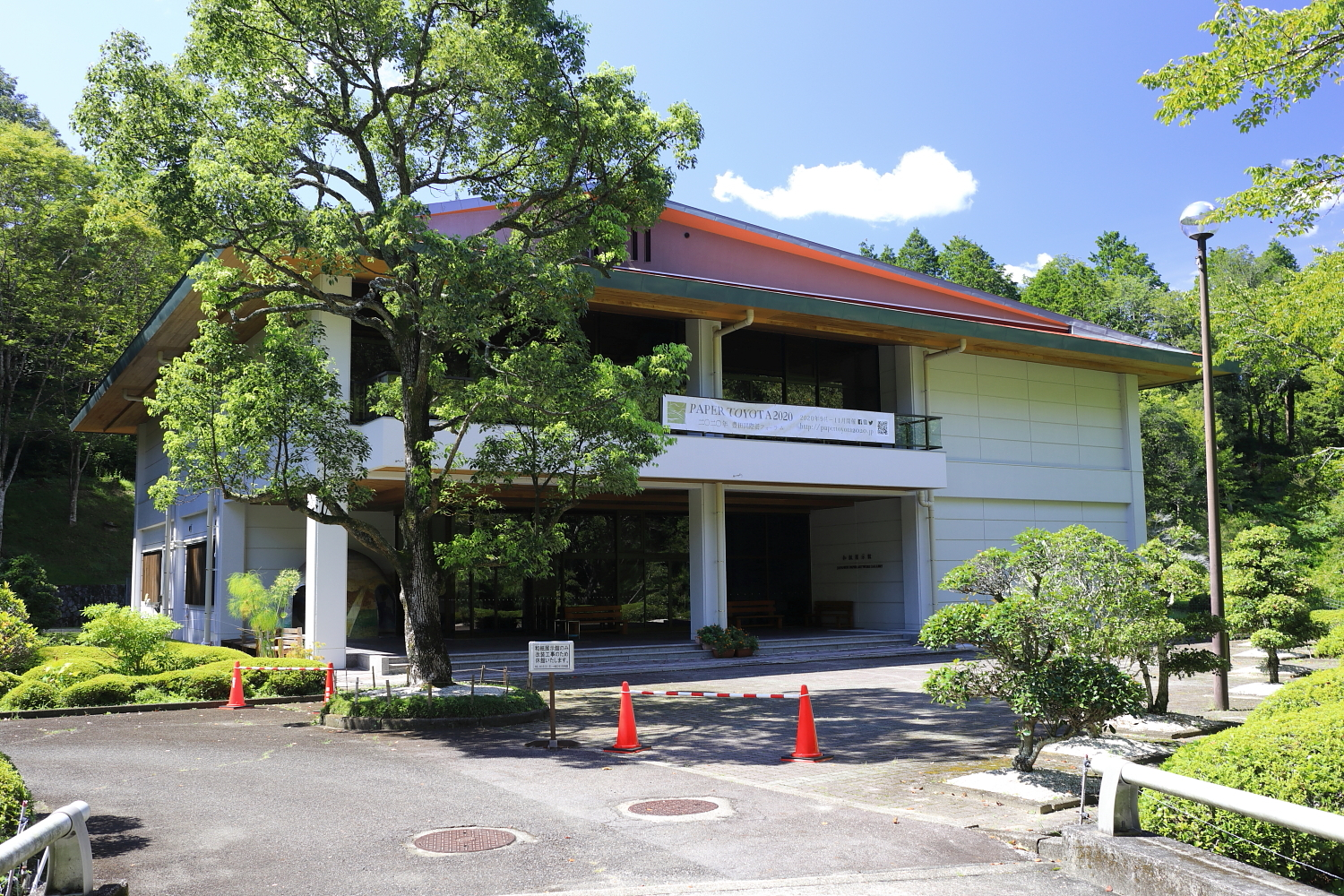
Toyota City Washi Artwork Gallery, Eitaro-cho Toyota

### Österreich
- Österreichisches Papiermacher-Museum, Museumsplatz 1, Laakirchen-Steyrermühl (Oberösterreich)[1]

### Polen
- Papiermuseum in Duszniki-Zdrój, (Muzeum Papiernictwa), Niederschlesien

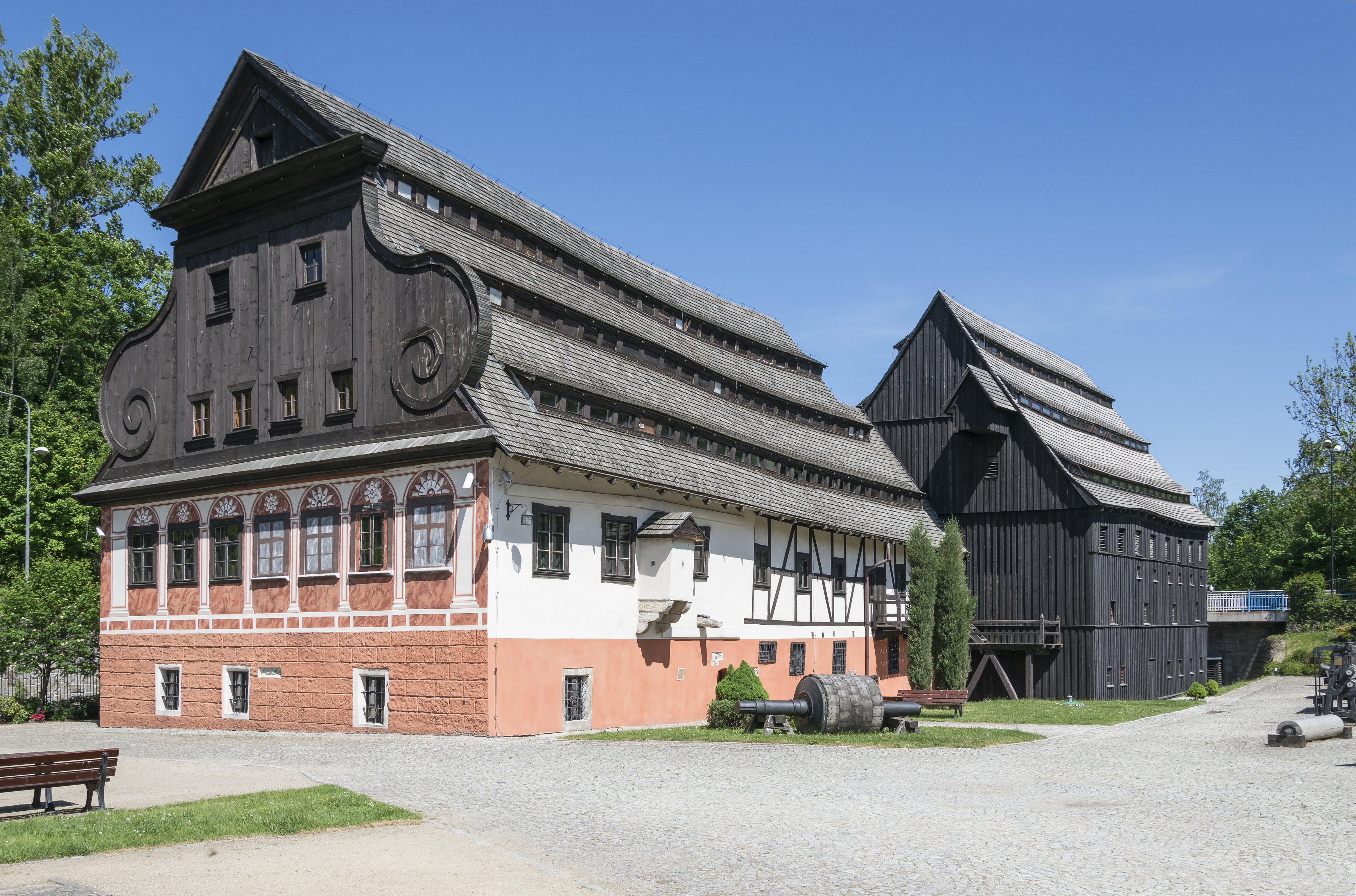
Muzeum Papiernictwa in Dusznikach-Zdroj

### Portugal
- Museu do Papel de Paços Brandão/Terras de Santa Maria

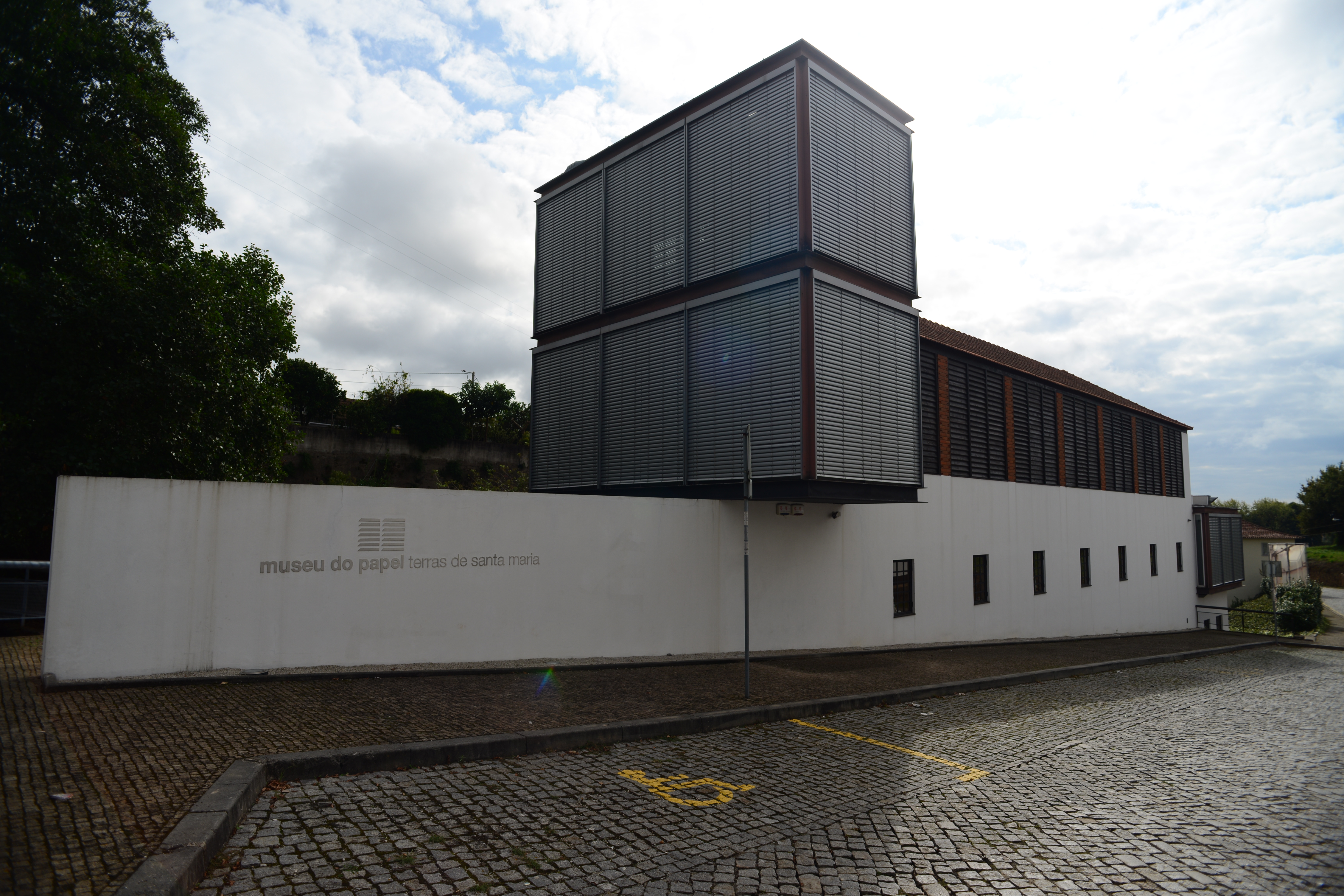
Fábrica Papel Amorosa
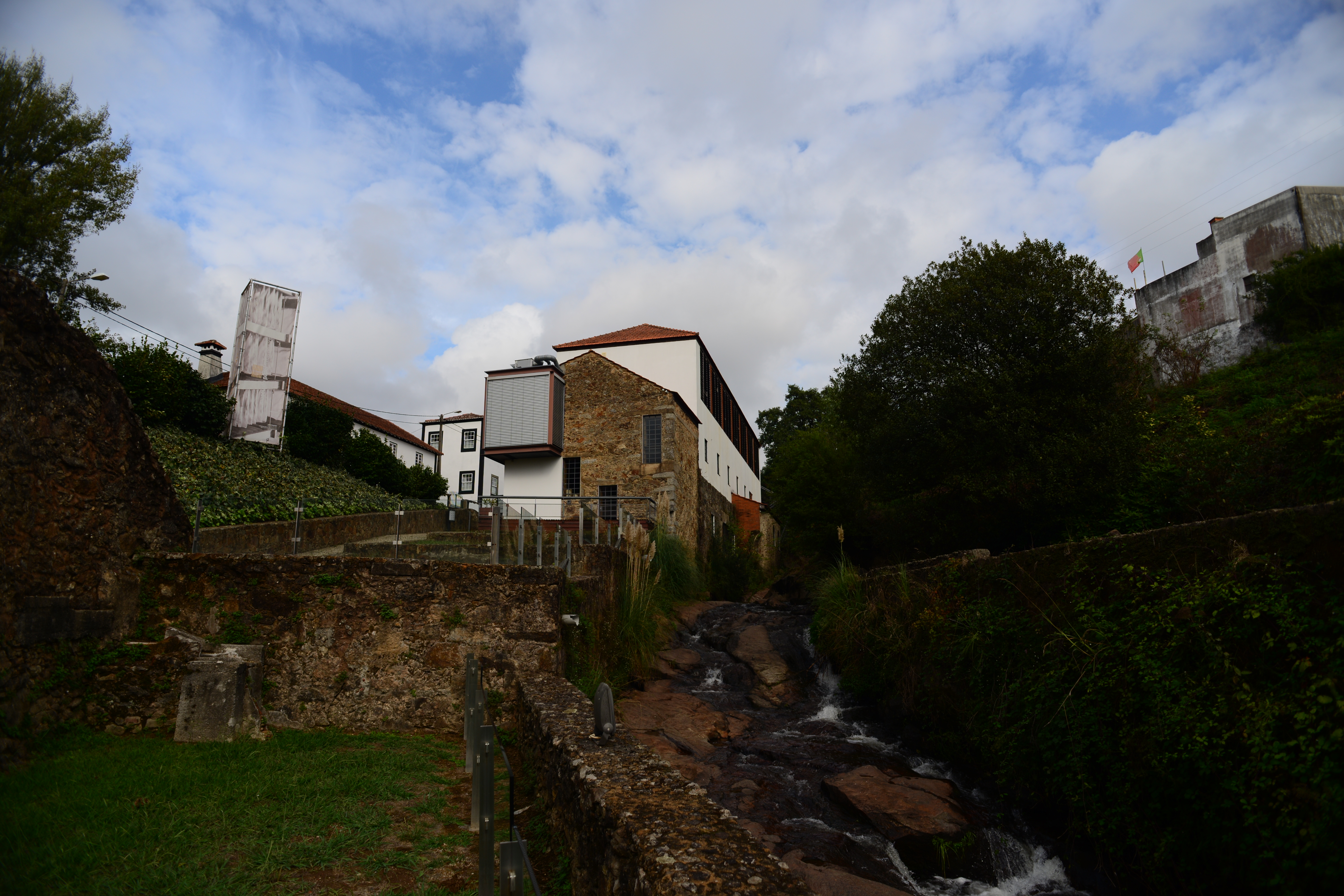
Fábrica Papel Amorosa
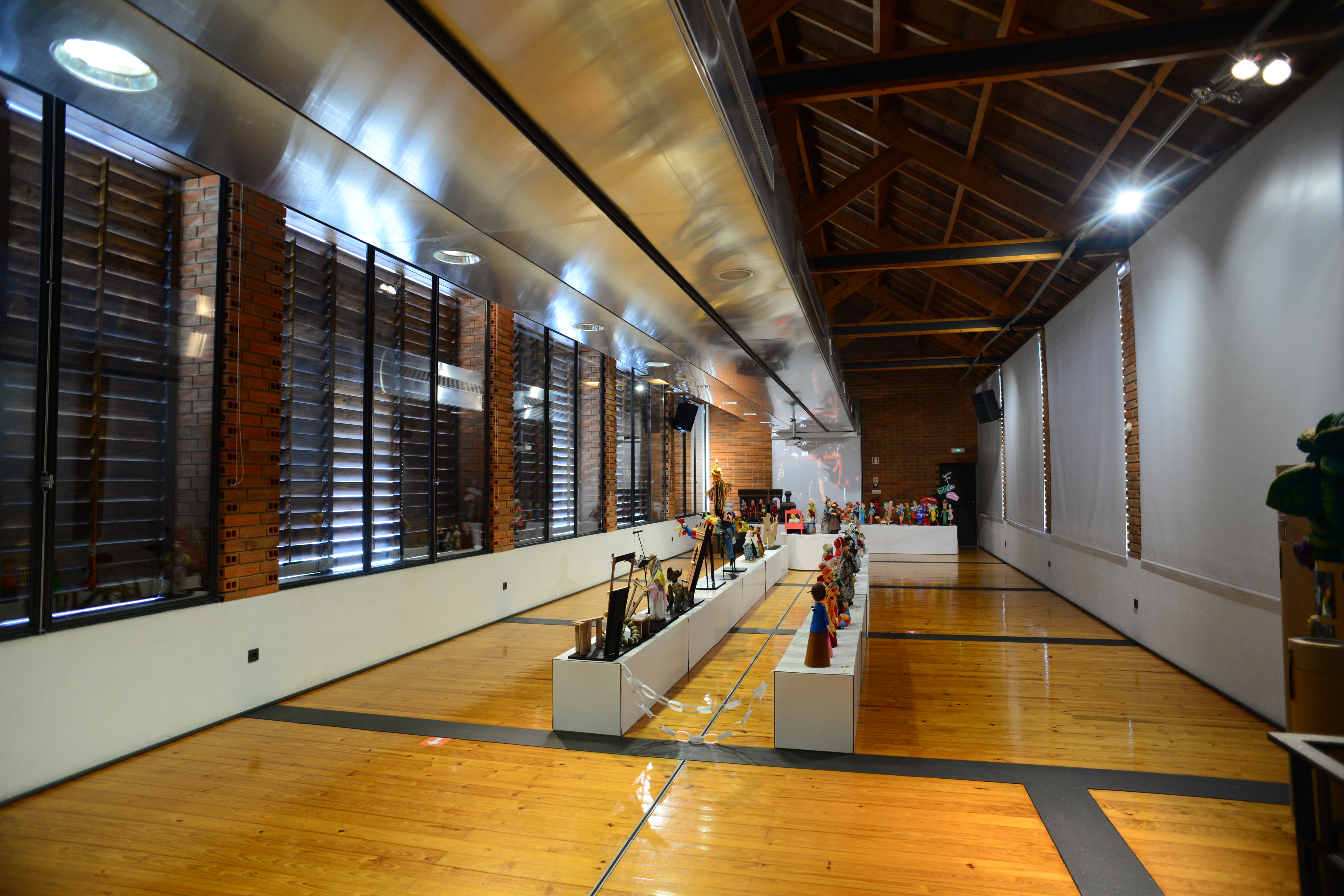
Fábrica Papel Amorosa

### Schweden
- Tumba Pappersbruk Museum, Kölan

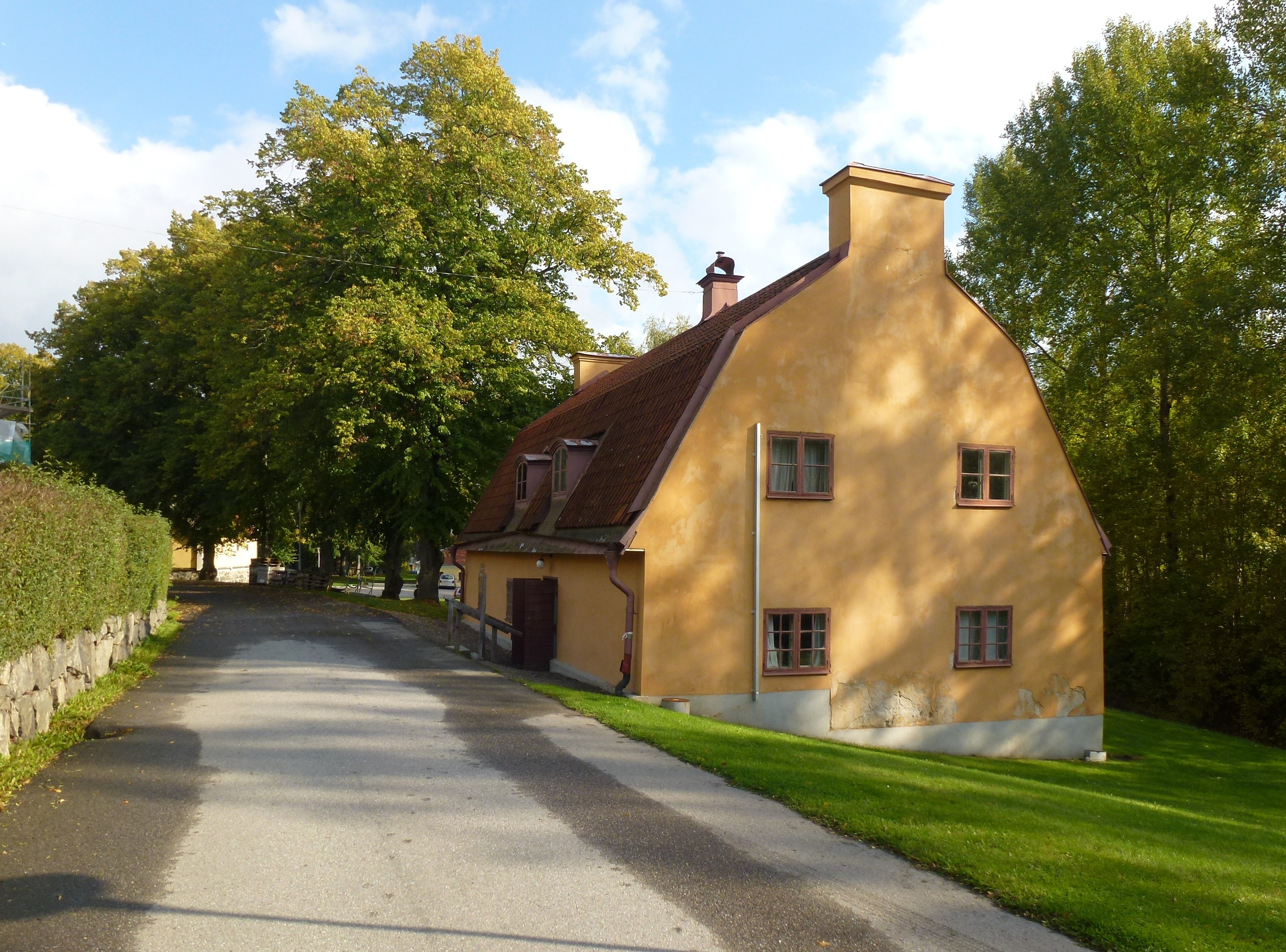
Tumba Pappersbruk Museum, Haus Kölnan

### Schweiz
- Basler Papiermühle, St. Alban-Tal 35–37, Basel – Museum für Papier, Schrift und Druck in der Schweiz. Historische Papiermühle (1453) mit Ausstellungen zu Papier, Schrift und Druck. Werkstätten in Betrieb: Papierschöpferei, Schriftguss, Maschinensatz, Setzerei, Druckerei und Buchbinderei.

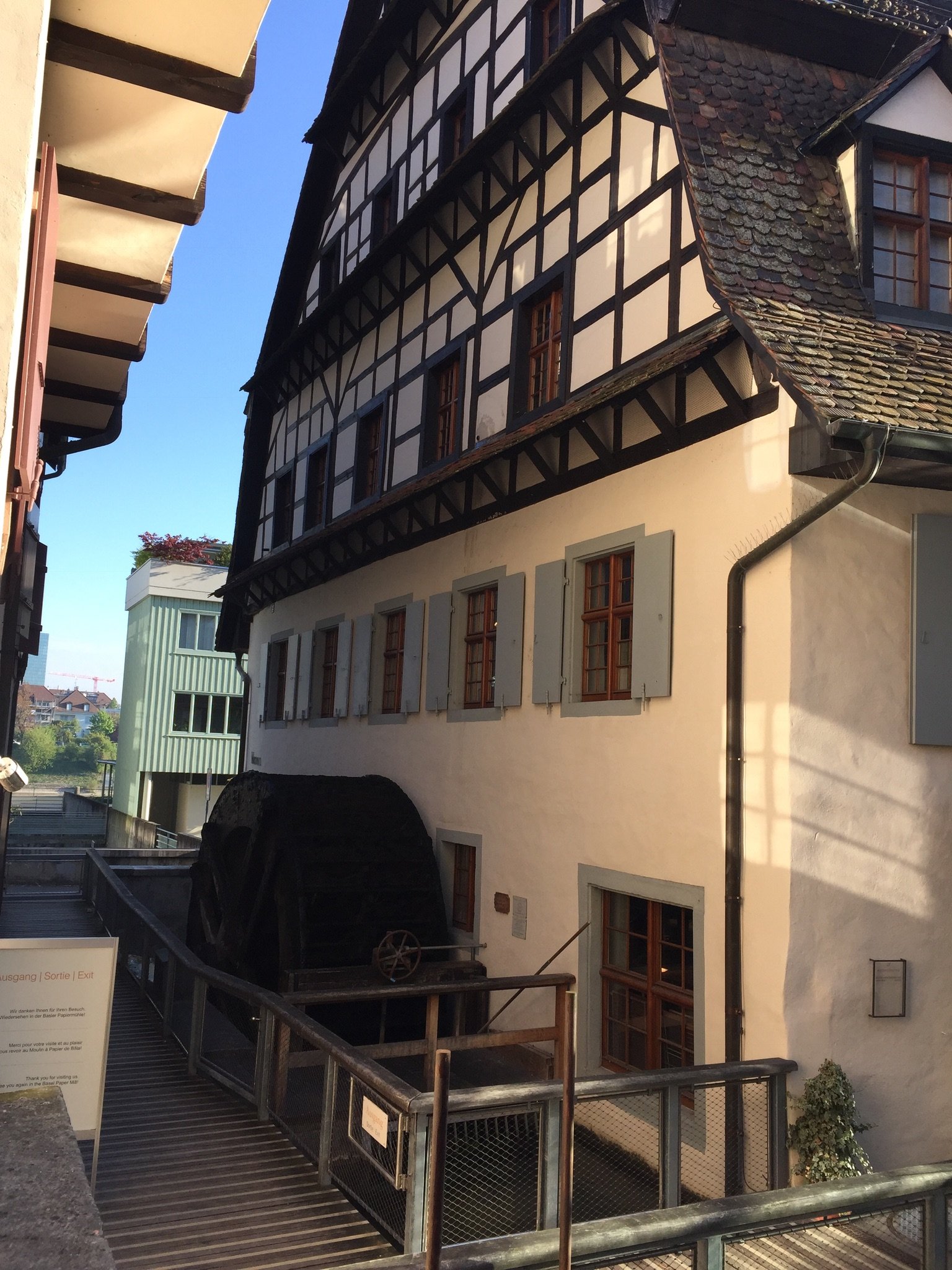
Basler Papiermühle Sankt Alban-Tal

### Spanien
- Molí Paperer de Capellades, Capellades – Museum für handwerkliche Papierherstellung. Werkstätten in Betrieb.
- Museo Valenciano del Papel, Banyeres de Mariola

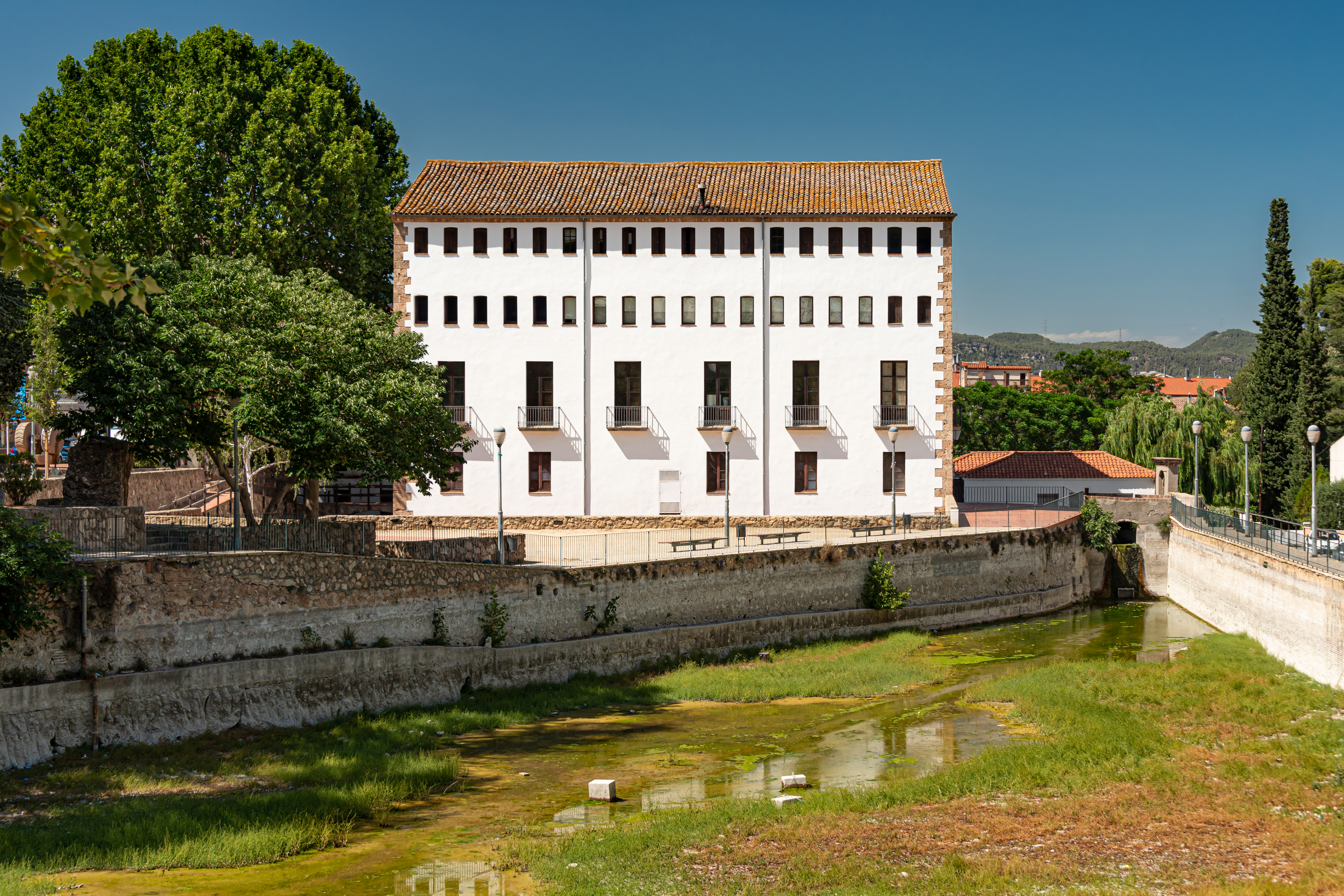
Capellades – Museu Molí Paperer

### Tschechien
- Muzeum papíru, Velké Losiny, Papiermuseum und Papiermühle.[2]

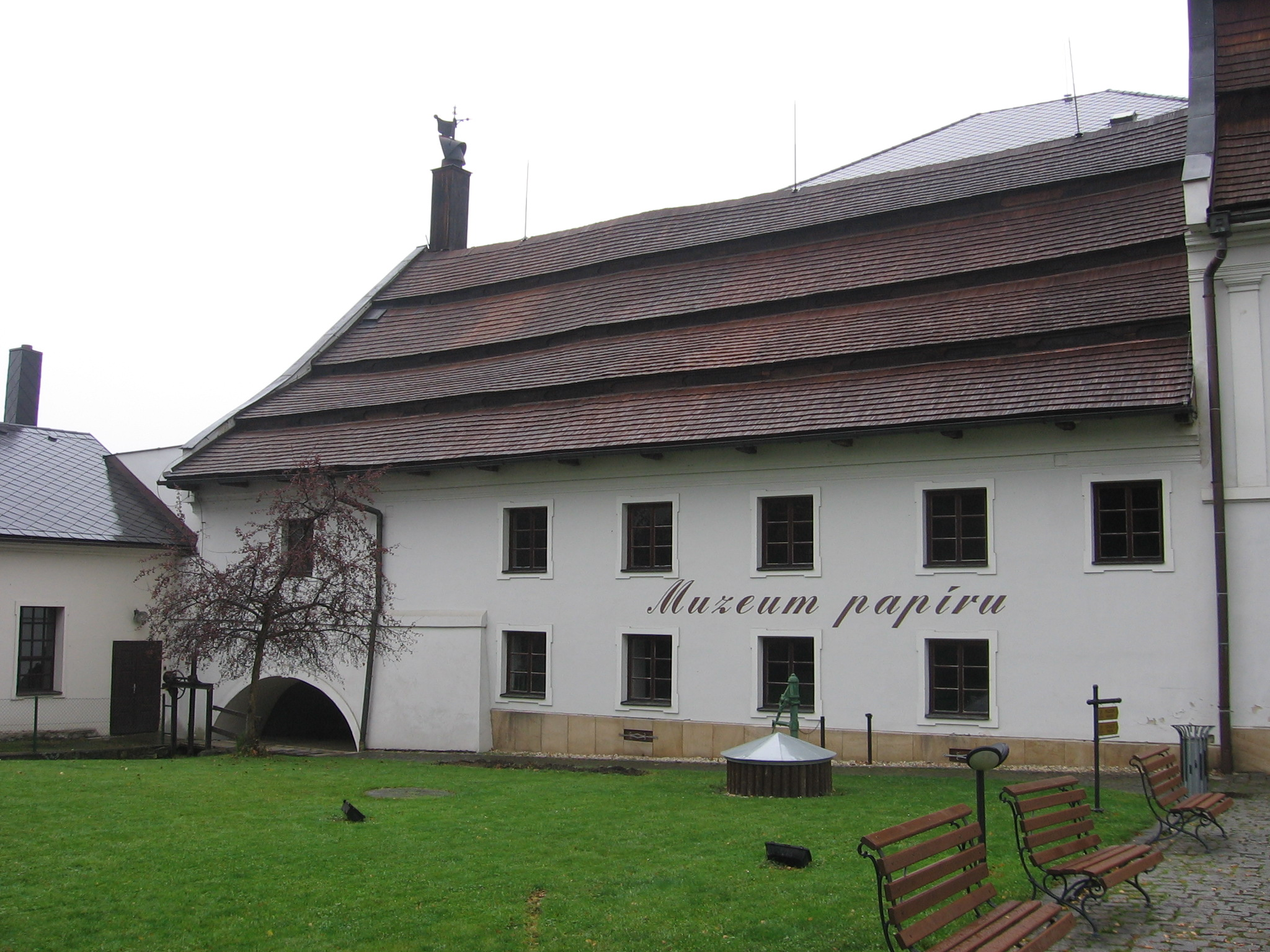
Papiermuseum Velké Losiny

### USA
- Robert C. Williams Paper Museum, Atlanta, DeKalb County, Georgia

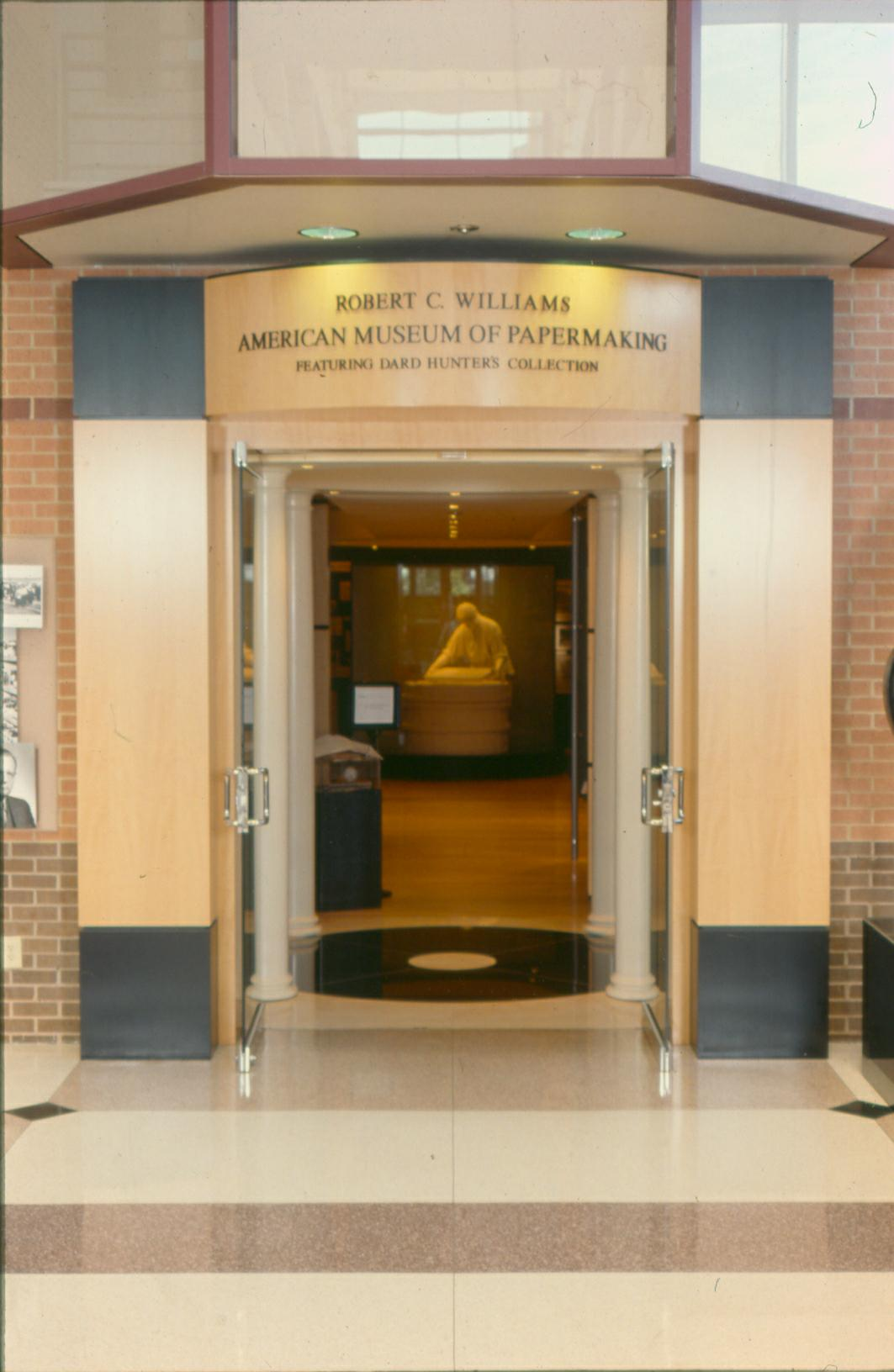
Eingang zum Robert C. Williams Paper Museum